# 霍達克鄉
46°46′N 24°55′E / 46.767°N 24.917°E
霍達克鄉（羅馬尼亞語：Comuna Hodac, Mureș），是羅馬尼亞的鄉份，位於該國中部，由穆列什縣負責管轄，面積98平方公里，海拔高度557米，2007年人口5,049，人口密度每平方公里52人。

## 友好城市
- 法國布雷叙尔